# クレイグ・エルウッド
クレイグ・エルウッド（Craig Ellwood, 1922年4月22日 - 1992年5月30日）はアメリカ合衆国の建築家、教育者である。正式な建築教育を受けていないにもかかわらず、カリフォルニア州を中心にモダニズム建築の傑作を数多く残した。

## 生涯
エルウッドは、テキサス州ドンリー郡クラレンドンに生まれる。当初の名前は、ジョン・ネルソン・バーク。世界恐慌の混乱の中、エルウッドの家族はルート66に沿って西へと生活の場を移し、1937年にはロサンゼルスにたどり着いた。ベルモント高校では1940年に卒業するまで学級委員をつとめた。1942年、弟のクリーヴとともに空軍の前身であるアメリカ陸軍航空軍に入隊。B-24の無線オペレータとして従軍し、1946年除隊するまで、クリーヴとともにカリフォルニア州ヴィクターヴィルに住んだ。
除隊後ロサンゼルスに戻ると、弟クリーヴと、軍隊時代の友人マージコラ兄弟（うち一人が建設請負業の免許を所持）の4人で会社を設立。「クレイグ・エルウッド」とは、このときの会社名であり、ビバリー大通りにあった酒屋にちなんで名づけられた。法的な手続きをとって正式に「クレイグ・エルウッド」に改名したのは、少し後の1951年である。このベンチャーを通じて、建設取引のやり方を身につけていく一方、エルウッドは徐々にデザインと建築の世界に身を投じていく。
エルウッドが、クレイグ・エルウッド・デザインを設立したのは1951年。建築家としての教育も、資格も有していないエルウッドは、技術的な検討や製図、建築士の資格が必要な承認などは、南カリフォルニア大学卒のロバート・セロン・ピート・ピーターズなどに任せる形をとっていた。初期のプロジェクトである、ケース・スタディ・ハウスNo.16も、そのひとつである。エルウッドのデザインは、顧客のから評判がすこぶる良く、ジョン・エンテンザの雑誌アーツ・アンド・アーキテクチュアをはじめ、影響力の大きなメディアの取材を受けることもしばしばであったが、その実、エルウッド自身による売り込みのうまさもあったと言われている。このようにして、事務所が住宅、商業建築の両面において急成長を遂げる中、エルウッドのスタイルは、インターナショナル・スタイルの建築家、特にミース・ファン・デル・ローエが生み出したコンセプトを取り入れ、成熟したものとなっていった。
1950年代後半には、相変わらず建築士の資格は持っていないにもかかわらず、大学での講義の依頼が引きもきらず、ついにはイェール大学で講演するまでになった。
エルウッドへの依頼は、その件数、規模ともに拡大し、カリフォルニア州サンタモニカのランド研究所本社ビルや、ゼロックス、IBMといった有力企業のオフィスビルの数々、また、小峡谷と道路の上に劇的に掛け渡された「ブリッジ・ビル」をトレードマークとする、パサデナのアート・センター・カレッジ・オブ・デザインなど、大きなプロジェクトを手がけていった。しかし、このような状況の中でも、事務所は大きな利益を上げていたわけでは決してなかった。1977年には実務から身を引き、イタリアに隠居して絵画とアンブラ近郊の農家の修復に没頭した。1992年、イタリアのペルジネ・ヴァルダルノにて心臓発作を起こし死去した。

## 代表作
- ヘイル邸　（カリフォルニア州ビバリーヒルズ、1949年）
- ケース・スタディ・ハウスNo.16　ザルツマン邸　（カリフォルニア州ベル・エア、1951-53年）
- コートヤード・アパートメント　（カリフォルニア州ハリウッド、1952-53年）
- ケース・スタディ・ハウスNo.17　ホフマン邸　（カリフォルニア州ビバリーヒルズ、1954-56年）
- ケース・スタディ・ハウスNo.18　フィールズ邸　（カリフォルニア州ビバリーヒルズ、1955-58年）
- スミス邸　（カリフォルニア州ロサンゼルス、1955年）
- ハント邸　（カリフォルニア州マリブ、1955年）
- サウス・ベイ銀行　（カリフォルニア州ロサンゼルス、1956年）
- カーソン・ロバーツ事務所ビル（カリフォルニア州ウェスト・ハリウッド、1958-60年）
- ダフネ邸　（カリフォルニア州ヒルズボロー、1960-61年）
- サイエンティフィック・データ・システムズ社　社屋等　（カリフォルニア州エル・セガンドゥ、ポモナ、1966-69年）
- マックス・パレヴスキー邸　（カリフォルニア州パームスプリングス、1968年
- チャールズ＆ゲリー・ボバーツ住宅　（カリフォルニア州サンディエゴ、1953年）
- アート・センター・カレッジ・オブ・デザイン（ヒルサイドキャンパス）　（カリフォルニア州パサデナ、1974年）

（アート・センター・カレッジ・オブ・デザインの設計については、エルウッド事務所の主席製図士でありミースの事務所にいたこともあるジェイムス・タイラーの仕事であるとする評価もある。）